# ローガン・オーハッピー
- ローガン・オホッピー[1]
- ローガン・オホッペ[2]
- ローガン・オハピー[3]
- ローガン・オハッピー[4]

ローガン・オーハッピー（Logan O'Hoppe, 英語発音：/ˈloʊgən oʊˈhɑpi/；2000年2月9日 - ）は、アメリカ合衆国ニューヨーク州サフォーク郡ウェストアイスリップ出身のプロ野球選手（捕手）。右投右打。MLBのロサンゼルス・エンゼルス所属。

## 経歴

### プロ入りとフィリーズ傘下時代
2018年のMLBドラフト23巡目（全体677位）でフィラデルフィア・フィリーズから指名されプロ入り。傘下のルーキー級ガルフ・コーストリーグ・フィリーズでプロデビューし、34試合に出場して打率.367、2本塁打、21打点の成績を記録した。
2019年はA−級ウィリアムズポート・クロスカッターズで45試合に出場して打率.216、5本塁打、26打点の成績を記録した。オフにはオーストラリアン・ベースボールリーグのアデレード・ジャイアンツでプレーした。
2020年は新型コロナウイルスの影響でマイナーリーグの試合が開催されず、公式戦への出場はなかった。
2021年はA+級ジャージーショー・ブルークロウズで開幕を迎え、シーズン途中にAA級レディング・ファイティン・フィルズ、AAA級リーハイバレー・アイアンピッグスへ昇格。3チーム合計で104試合に出場して打率.270、17本塁打、58打点の成績を記録した。
2022年はAA級レディングで開幕を迎え、シーズン途中にはオールスター・フューチャーズゲームに選出された。

### エンゼルス時代
2022年8月2日にブランドン・マーシュとのトレードで、ロサンゼルス・エンゼルスへ移籍した。移籍後は傘下のAA級ロケットシティ・トラッシュパンダズへ送られた。9月28日、メジャー初昇格にして即先発マスクを被りデビューし、初打席初安打を記録した。メジャーでは5試合に出場して打率.286、2打点を記録した。
2023年は開幕ロースター入りをマックス・スタッシやマット・サイスらと争っていたが、スプリングトレーニングで好成績を収めたことに加え、スタッシが臀部の張りが原因で故障者リスト入りしたことにより、開幕ロースター入りを実現させた。現地3月30日のオークランド・アスレチックスとの開幕戦で「9番・捕手」として開幕先発出場を果たし、球団史上最年少の開幕戦捕手となった。しかし4月17日のボストン・レッドソックス戦にて左肩を痛めると、同月20日のニューヨーク・ヤンキース戦でも再び左肩を痛め負傷交代した。その後左肩の関節唇損傷により全治4〜6ヶ月と診断され、シーズン中の復帰は絶望的となった。しかし8月19日にアクティブ・ロースターに復帰し、同日に「5番・捕手」で復帰した。

## 人物
学生時代はニューヨーク・ヤンキースのファンで、本拠地のヤンキー・スタジアムに足繁く通っていたという。
2018年4月6日（当時17歳）、ヤンキー・スタジアムでヤンキース対ボルチモア・オリオールズ戦を左翼スタンドで観戦中に、当時オリオールズに所属していたマニー・マチャドの本塁打ボールをキャッチし、そのボールをグラウンドに投げ返している。

## 詳細情報

### 年度別打撃成績
| 年 度    | 球 団    | 試 合 | 打 席 | 打 数 | 得 点 | 安 打 | 二 塁 打 | 三 塁 打 | 本 塁 打 | 塁 打 | 打 点 | 盗 塁 | 盗 塁 死 | 犠 打 | 犠 飛 | 四 球 | 敬 遠 | 死 球 | 三 振 | 併 殺 打 | 打 率 | 出 塁 率 | 長 打 率 | O P S |
| -------- | -------- | ----- | ----- | ----- | ----- | ----- | -------- | -------- | -------- | ----- | ----- | ----- | -------- | ----- | ----- | ----- | ----- | ----- | ----- | -------- | ----- | -------- | -------- | ----- |
| 2022     | LAA      | 5     | 16    | 14    | 0     | 4     | 0        | 0        | 0        | 4     | 2     | 0     | 0        | 0     | 0     | 2     | 0     | 0     | 3     | 0        | .286  | .375     | .286     | .661  |
| 2023     | LAA      | 51    | 199   | 182   | 23    | 43    | 6        | 0        | 14       | 91    | 29    | 0     | 1        | 0     | 1     | 14    | 0     | 2     | 48    | 4        | .236  | .296     | .500     | .796  |
| 2024     | LAA      | 136   | 522   | 479   | 64    | 117   | 17       | 1        | 20       | 196   | 56    | 2     | 3        | 1     | 1     | 33    | 0     | 8     | 155   | 7        | .244  | .303     | .409     | .712  |
| MLB：3年 | MLB：3年 | 192   | 737   | 675   | 88    | 164   | 23       | 1        | 34       | 291   | 87    | 2     | 4        | 1     | 2     | 49    | 0     | 10    | 206   | 11       | .243  | .303     | .431     | .734  |

- 2024年度シーズン終了時

### 年度別守備成績
| 年 度 | 球 団 | 捕手（C） | 捕手（C） | 捕手（C） | 捕手（C） | 捕手（C） | 捕手（C） | 捕手（C） | 捕手（C） | 捕手（C） | 捕手（C） | 捕手（C） |
| 年 度 | 球 団 | 試 合     | 刺 殺     | 補 殺     | 失 策     | 併 殺     | 守 備 率  | 捕 逸     | 企 図 数  | 許 盗 塁  | 盗 塁 刺  | 阻 止 率  |
| ----- | ----- | --------- | --------- | --------- | --------- | --------- | --------- | --------- | --------- | --------- | --------- | --------- |
| 2022  | LAA   | 5         | 43        | 1         | 0         | 0         | 1.000     | 0         | 3         | 3         | 0         | .000      |
| 2023  | LAA   | 49        | 411       | 10        | 2         | 1         | .995      | 3         | 36        | 31        | 5         | .139      |
| 2024  | LAA   | 127       | 962       | 41        | 6         | 0         | .994      | 5         | 114       | 84        | 30        | .263      |
| MLB   | MLB   | 181       | 1416      | 52        | 8         | 1         | .995      | 8         | 153       | 118       | 35        | .229      |

- 2024年度シーズン終了時

### 記録
MiLB
- オールスター・フューチャーズゲーム選出：1回（2022年）

### 背番号
- 14（2022年 - ）